# Tylko dla dorosłych
Tylko dla dorosłych – dziesiąty album polskiego rapera i producenta muzycznego O.S.T.R.-a. Premiera płyty odbyła się 26 lutego 2010 roku. Wydawnictwo poprzedził utwór pt. "Śpij spokojnie", który ukazał się 18 stycznia 2010 roku. Nagrania dotarły do 1. miejsca zestawienia OLiS.
Do albumu Tylko dla dorosłych został dołączony komiks autorstwa Grzegorza "Forina" Piwinickiego oraz druga płyta CD zawierająca osiemnaście niezatytułowanych utworów. W udzielonym w 2010 roku wywiadzie Ostrowski przyznał, że prace nad wydawnictwem trwały sześć lat.
Gościnnie na płycie pojawił się Michał Fajbusiewicz, który pełnił na niej rolę narratora. 14 kwietnia 2010 roku album uzyskał status platynowej płyty. Z kolei w lipcu album został nominowany do nagrody Superjedynki w kategorii "Płyta hip hop", jednakże raper odmówił udziału w plebiscycie.

## Lista utworów
Opracowano na podstawie materiału źródłowego.
| CD 1 1. "Tak to się zaczęło" (gościnnie: Michał Fajbusiewicz) - 1:51 2. "Przez stress" (gościnnie: Michał Fajbusiewicz) - 3:44[A] 3. "Konsumpcjonizm" (gościnnie: Michał Fajbusiewicz, scratche: DJ Haem) - 3:17 4. "Spalić gniew" (gościnnie: Michał Fajbusiewicz, scratche: DJ Haem) - 4:13[B] 5. "To potrwa sekundę" (scratche: DJ Haem) - 2:33[C] 6. "Śpij spokojnie" (gościnnie: Michał Fajbusiewicz, scratche: DJ Haem) - 3:57[D] 7. "Walka z wrogiem" (gościnnie: Michał Fajbusiewicz, scratche: DJ Haem) - 3:16[E] 8. "Nie wszystko co złe" (gościnnie: Michał Fajbusiewicz, scratche: DJ Haem) - 3:32 9. "Żywy lub martwy" (gościnnie: Michał Fajbusiewicz, scratche: DJ Haem) - 4:00[F] 10. "Nie odwracaj się" (gościnnie: Michał Fajbusiewicz) - 3:27[G] 11. "Za drugim razem" - 2:33 12. "To nie czas" (gościnnie: Michał Fajbusiewicz, scratche: DJ Haem) - 3:34 13. "Dowód w Twoich rękach" (gościnnie: Michał Fajbusiewicz, scratche: DJ Haem) - 3:45 14. "Klucz do zagadki" (gościnnie: Michał Fajbusiewicz) - 2:49 15. "Przemyśl to sobie" - 0:42[H] |  | CD 2 1. "Utwór 1" - 3:50[I] 2. "Utwór 2" - 3:21[J] 3. "Utwór 3" - 3:52[K] 4. "Utwór 4" - 3:44 5. "Utwór 5" - 3:23 6. "Utwór 6" - 3:29[L] 7. "Utwór 7" - 3:27[Ł] 8. "Utwór 8" - 2:58[M] 9. "Utwór 9" - 2:57[N] 10. "Utwór 10" - 4:04 11. "Utwór 11" - 4:03 12. "Utwór 12" - 3:04 13. "Utwór 13" - 3:34[O] 14. "Utwór 14" - 3:39 15. "Utwór 15" - 3:08[P] 16. "Utwór 16" - 4:03 17. "Utwór 17" - 3:59[R] 18. "Utwór 18" - 7:31[S] |

Notatki
- A^ W utworze wykorzystano sample z piosenek "Just Be Good to Me" w wykonaniu The S.O.S. Band i "Jestem Bogiem" zespołu Paktofonika[15].
- B^ W utworze wykorzystano sample z piosenki "Ja płonę" w wykonaniu Wojciecha Waglewskiego i Zbigniewa Hołdysa[16].
- C^ W utworze wykorzystano sample z piosenek "W kołysce dłoni twych" w wykonaniu SBB i "Jestem szejkiem" Killaz Group[17].
- D^ W utworze wykorzystano sample z piosenek "Za dalekie odloty" zespołu Molesta Ewenement i "Determinacja" w wykonaniu Waco[18].
- E^ W utworze wykorzystano sample z piosenek "Muszę przetrwać" zespołu Molesta Ewenement i "Johnny Guitar" w wykonaniu Orchester Anthony Ventura[19].
- F^ W utworze wykorzystano sample z piosenki "Just Be Good to Me" w wykonaniu The S.O.S. Band[20].
- G^ W utworze wykorzystano sample z piosenek "3-5-0-0" w wykonaniu Galta MacDermota i Toma Piersona oraz "Easy to Be Hard" Cheryl Barnes[21].
- H^ W utworze wykorzystano sample z piosenki "Stay by My Side" w wykonaniu Sun[22].
- I^ W utworze wykorzystano sample z piosenki "Determinacja" w wykonaniu Waco[23].
- J^ W utworze wykorzystano sample z piosenki "Się żyje" w wykonaniu zespołu Molesta Ewenement[24].
- K^ W utworze wykorzystano sample z piosenek "Wiatr kołysze gałązkami" Haliny Kunickiej, "Boże daj mu dom" zespołu Dżem i "Rób co chcesz" zespołu Paktofonika[25].
- L^ W utworze wykorzystano sample z piosenki "Nic dziwnego" w wykonaniu Łony[26].
- Ł^ W utworze wykorzystano sample z piosenki "How Can I Pretend" w wykonaniu The Continental IV[27].
- M^ W utworze wykorzystano sample z piosenki "Mały, szary człowiek" w wykonaniu Elżbiety Wojnowskiej[28].
- N^ W utworze wykorzystano sample z piosenki "Nite Moods" w wykonaniu The Continental IV[29].
- O^ W utworze wykorzystano sample z piosenki "Twoje oddalenia" w wykonaniu zespołu Kram[30].
- P^ W utworze wykorzystano sample z piosenki "South Bound" w wykonaniu Dennisa Farnona[31].
- R^ W utworze wykorzystano sample z piosenki "Who Do You Think You're Fooling" w wykonaniu Symphonic Four[32].
- S^ W utworze wykorzystano sample z piosenek "Mam dobry dzień" zespołu Czerwone Gitary, "Damy radę" WWO i "Nic dziwnego" w wykonaniu Łony[33].

| Tylko dla dorosłych. Instrumentals |
| --- |
| 1. "Przez stress" (Instrumental) - 3:00 2. "Konsumpcjonizm" (Instrumental) - 2:39 3. "Spalić gniew" (Instrumental) - 3:47 4. "To potrwa sekundę" (Instrumental) - 2:20 5. "Śpij spokojnie" (Instrumental) - 3:28 6. "Walka z wrogiem" (Instrumental) - 2:50 7. "Nie wszystko, co złe" (Instrumental) - 3:02 8. "Żywy lub martwy" (Instrumental) - 3:28 9. "Nie odwracaj się" (Instrumental) - 2:20 10. "Za drugim razem" (Instrumental) - 2:19 11. "To nie czas" (Instrumental) - 2:55 12. "Dowód w twoich rękach" (Instrumental) - 3:07 13. "Klucz do zagadki" (Instrumental) - 2:34 14. "Przemyśl to sobie" (Instrumental) - 0:43 |